# Needle in the Hay
Needle in the Hay è un brano di Elliott Smith. La canzone è il primo singolo estratto dal secondo album, eponimo, del cantautore  (1995).
È stata utilizzata nella colonna sonora del film del 2001 I Tenenbaum

## Tracce
1. Needle in the Hay - 4:17
2. Alphabet Town - 4:12
3. Some Song (extended intro) - 2:21